# Augustus Pugin
Pour les articles homonymes, voir Pugin.

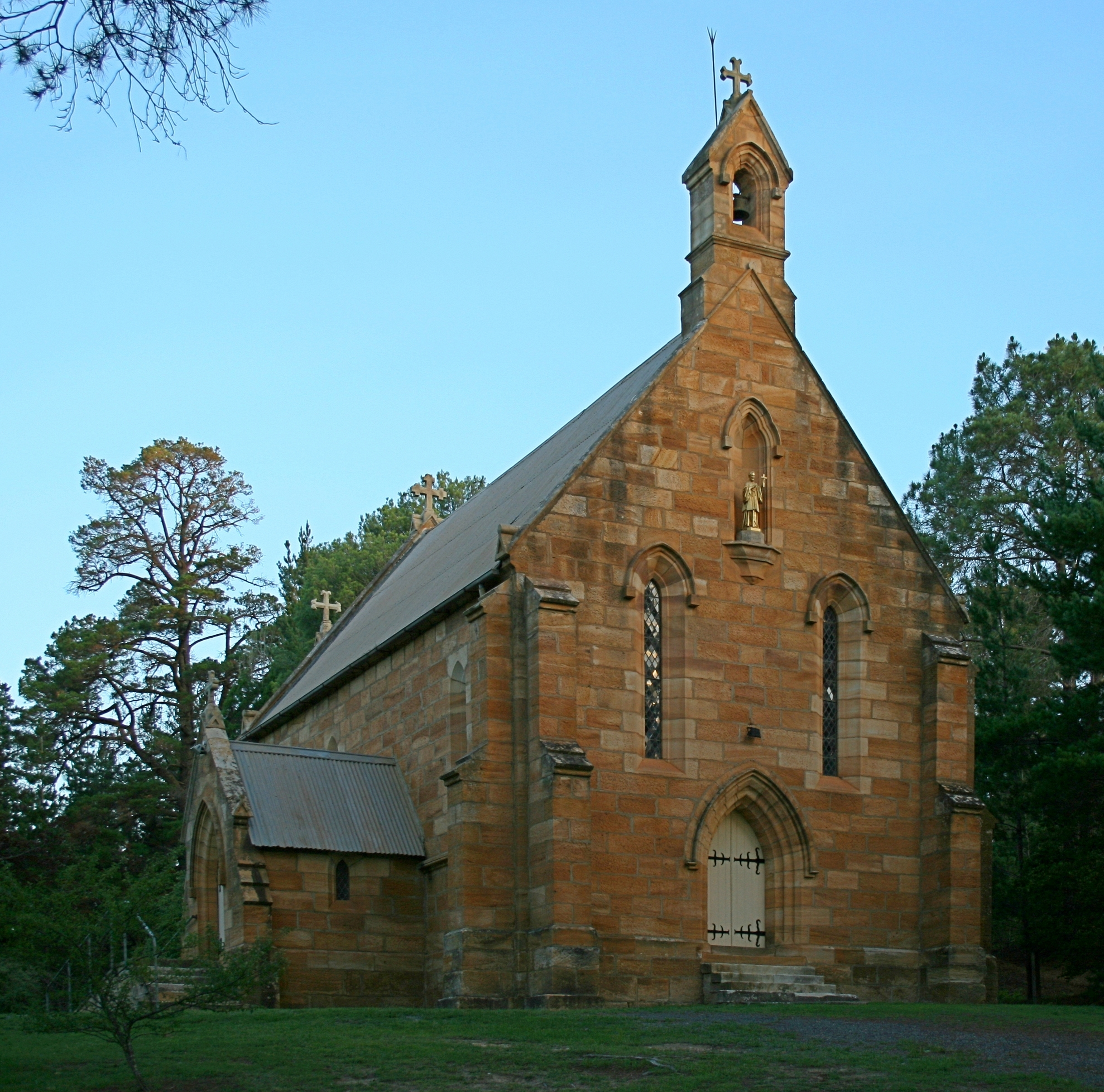
L'église Saint-Francis-Xavier à Berrima en Nouvelle-Galles du Sud (Australie).

Augustus Pugin (Augustus Welby Northmore Pugin) (Bloomsbury, Londres, le 1er mars 1812 - Ramsgate, Kent, le 14 septembre 1852) est un architecte britannique resté célèbre pour ses travaux concernant diverses églises et surtout le Palais de Westminster. Il a écrit un bon nombre de textes sur l'architecture, principalement à propos de l'architecture gothique et de la décoration.

## Biographie
Augustus Welby Northmore Pugin est le fils d'un dessinateur d'origine française, expert de l'architecture médiévale, Auguste Charles Pugin, et d'une mère anglaise, Catherine Welby. Son père lui enseigne le dessin et l'architecture médiévale d'après la connaissance approfondie qu'il en avait, en effet la famille Pugin se rend en France en 1819 dans le but de visiter les monuments médiévaux en particulier. Il participe d'ailleurs, avec son père à la restauration du château de Windsor et il y conçoit de nouveaux meubles. C'est le point de départ de sa vocation qui devait faire de lui un représentant majeur du mouvement néogothique anglais. Pugin se fait l'avocat de l'architecture gothique, dont il estime le style le plus réellement chrétien. De plus, il s'attache à retrouver la structure de la construction médiévale plus qu'à en recopier la forme.
En 1831, il est scénographe au théâtre londonien de Covent Garden.
À la suite de l'incendie du palais de Westminster en 1834, Pugin est recruté par Charles Barry pour travailler sur le nouveau bâtiment du Parlement de Londres. Il se convertit au catholicisme, ce qui ne l'empêche pas de continuer à construire ou restaurer des lieux de culte anglicans. Son style, théorisé dans des ouvrages tels que Les Vrais Principes de l'architecture chrétienne, a une influence considérable à l'époque.
En 1838, il construit le nouveau bâtiment de l'Oscott College de Birmingham. Il construit nombre de bâtiments religieux. Entre autres, de 1838 à 1839, il fait édifier l'église St. Mary de Derby dans le Derbyshire ; de 1839 à 1841, c'est l'intérieur de la cathédrale Saint-Chad de Birmingham qui lui est confié. De 1841 à 1846, c'est l'église St. Giles de Cheadle dans le Staffordshire et de 1845 à 1850, il fait ériger à Ramsgate, dans le Kent, l'abbaye St. Augustine, établie au voisinage immédiat de sa propre demeure, The Grange. The Grange, sa maison de style néo-gothique à Ramsgate dans le Kent, qu'il conçut et bâtit en 1843-1844 et où il mourut en 1852, a été restaurée en 2003-2006 et est aujourd'hui ouverte au public.
En 1840, il restaure le château d'Alton. La même année, il trace les plans de la chapelle des bénédictins anglais à Douai, son seul édifice en France. Ensuite les pères rosminiens lui font dessiner les plans du Ratcliffe College dans le Leicestershire. Pugin réalise une « cour médiévale » lors de l'exposition universelle de 1851.
Il est le fondateur du concept culturaliste en urbanisme.

## Publications

### Contrasts
Il publie Contrasts, ou A Parallel Between the Noble Edifices of the Fourteenth and Fifteenth Centuries, and Similar Buildings of the Present Day, Shewing the Present Decay of Taste: Accompanied by Appropriate Text par ses propres moyens (aucun éditeur ne voulait le publier) en 1836, un essai satirique à propos de l'architecture néo-classique qui en fait le principal théoricien anglais du Gothic Revival. Cet ouvrage présente des comparaisons entre des constructions médiévales idéalisées et des caricatures de l’architecture qui se pratiquait alors. Les deux bâtiments comparés remplissaient tous deux la même fonction, ce qui permettait à Pugin des comparaisons plus précises. Il considère l'architecture néo-classique comme étant païenne et inadaptée à l'édification d'églises chrétiennes. En 1841, une nouvelle édition parut, la conclusion y est changée et un appendice sur l’architecture française par Charles de Montalembert fut ajouté.

### Floriated Ornament
En 1849, Pugin publie Floriated Ornament, un ensemble de dessins comprenant une série de motifs végétaux. Il a une véritable fascination pour les formes de la nature, aussi déclare-t-il : 
Les « formes divines et naturelles des feuilles et des fleurs etc. doivent être plus parfaites et plus belles que toute invention humaine ».
Ces dessins inspirèrent très fortement, ainsi que les travaux d’Owen Jones et de John Ruskin, le Mouvement Arts & Crafts dont William Morris était le chef de file et les artistes préraphaélites qui y étaient liés,, ainsi que, plus tard, l'architecte et designer anglais Charles Voysey.